# Robin Tranberg
Robin Tranberg, född 6 februari 1993, är en svensk fotbollsspelare som spelar för Varbergs BoIS. Han spelar oftast central mittfältare men kan även spela i backlinjen. 

## Karriär
Tranberg har tidigare representerat Hammarby IF, Brommapojkarna samt Varbergs BoIS, där han var lagkapten sedan sin debutsäsong 2014.
I november 2015 värvades Tranberg av GIF Sundsvall, där han skrev på ett treårskontrakt. Efter endast en säsong valde Tranberg dock att bryta sitt kontrakt med Sundsvall.
I december 2016 värvades Tranberg av Dalkurd FF. Efter säsongen 2019 lämnade han klubben. Den 30 november 2019 återvände Tranberg till Varbergs BoIS.